# Ичкина
Ичкина — река в Курганской области России. Устье реки находится в 228 км по левому берегу реки Исеть. Длина реки составляет 86 км, площадь водосборного бассейна 1300 км².

## Притоки
- Ольховка, у с. Ольховка, 68 км от устья
- Могиленка, 40 км от устья
- Ермачиха, у д. Шаньгина

## Данные водного реестра
По данным государственного водного реестра России относится к Иртышскому бассейновому округу, водохозяйственный участок реки — Исеть от впадения реки Теча и до устья, без реки Миасс, речной подбассейн реки — Тобол. Речной бассейн реки — Иртыш.

## Населённые пункты
- д. Каткова
- с. Тарасова
- с. Ольховка
- д. Перунова
- с. Ичкино
- д. Шаньгина
- д. Воденникова
- с. Борчаниново
- с. Неонилинское
- д. Титова
- д. Крюкова
- д. Сибирки
- с. Юлдус
- д. Могилева